# Archibald Clark Kerr, 1:e baron Inverchapel
Archibald Clark Kerr, 1:e baron Inverchapel, född 17 mars 1882 i Australien, död 5 juli 1951 i Greenock, var en brittisk diplomat.
Kerr kom i diplomattjänst 1906, var legationsråd i Egypten 1923–1925, minister hos de mellanamerikanska republikerna 1925–1928, i Chile 1928–1930 och i Sverige 1931–1934. År 1946 upphöjdes han till peer som baron Inverchapel.